# Buiten-Westerpolder
Buiten-Westerpolder (ook Oude Westerpolder genaamd) was een klein waterschap ten noorden van Nieuwveen, in de Nederlandse provincie Utrecht. Het besloeg de oppervlakte van de gelijknamige buitendijkse 
Ten oosten lag de Buiten-Oosterpolder.